# Odeška oblast
Odeška oblast (ukrajinski: Одеська область, Odes’ka oblast’, Odeshchyna) administrativna je oblast koja se nalazi se u jugozapadnoj Ukrajini na granici s Rumunjskom i Moldovom i na obalama Crnog mora. Upravno središte oblasti je grad Odesa.

## Zemljopis
Odeška oblast ima ukupnu površinu 33.310 km2 te je najveća ukrajinska oblast, u njoj živi 2.469.000 stanovnika te je prema broju stanovnika šesta oblast po veličini u Ukrajini. 1.625.100  (65,8 %) stanovnika živi u urbanim područjima, dok 844.000 (34,2 %) stanovnika živi u ruralnim područjima.
Odeška oblast graniči na sjeveru s Viničkom oblasti, na istoku s Mikolajivskom oblasti i na sjeveroistoku s Kirovogradskom oblasti. Na zapadu je državna granica prema Moldovi a na jugu granica s Rumunjskom. 

## Stanovništvo
Ukrajinci su najbrojniji narod u oblasti i ima ih 1.542.300 što je 62,8 % ukupnoga stanovništva oblasti.
- Ukrajinci: 62,8 %
- Rusi: 20,7 %
- Bugari: 6,1 %
- Moldavci: 5,0 %
- Gagauzi: 1,1 %
- Židovi: 0,6 %
- Bjelorusi: 0,5 %
- Armenci: 0,3 %
- Romi: 0,2 %
- ostali: 0,1 % ili manje

Bugari i Moldavci čine 21 % i 13 % stanovništva pokrajine Budžak koja se nalazi na jugu oblasti.
Ukrajinskim jezikom kao materinjim govori 94,8 %, stanovništva, dok ruskim jezikom kao materinjim govori 4,7 % stanovništva.

## Administrativna podjela
Odeška oblast dijeli se na 26 rajona i 19 gradova od kojih njih sedam ima viši administrativni stupanj, također oblast ima i 33 mala grada i 1138 naselja.

## Vanjske poveznice
- Službena stranica oblasti  Arhivirana inačica izvorne stranice od 27. kolovoza 2008. (Wayback Machine)

### Ostali projekti
|  | Zajednički poslužitelj ima još gradiva o temi Odeška oblast |